# Syner
SYNER, s.r.o. je stavebně-inženýrská společnost. Od roku 2007 je součástí stavební a developerské skupiny SYNER Group a.s.

## Historie

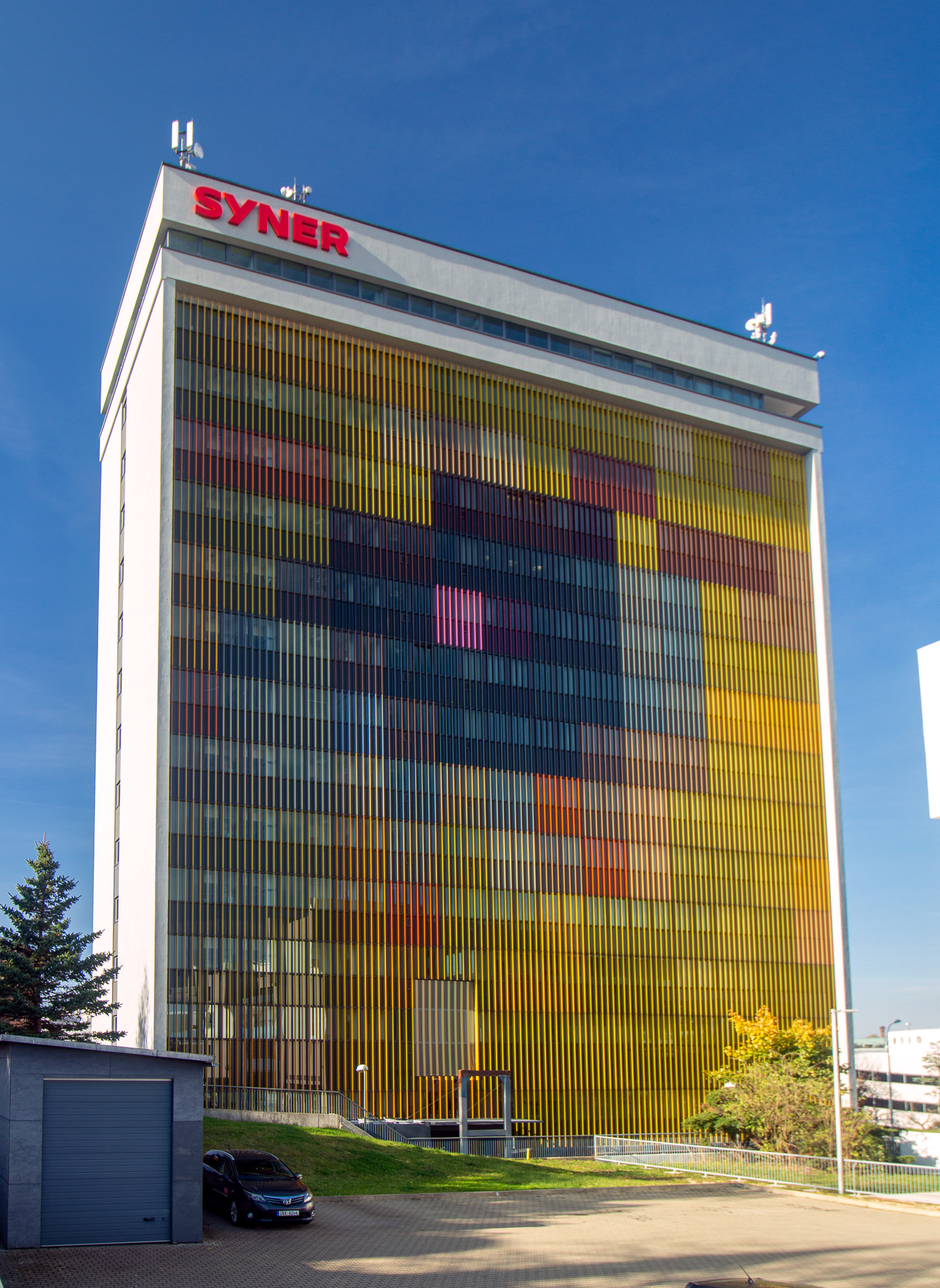
Budova S Tower v Liberci

Syner byl založen v roce 1991 a zaměřil se na oblast pozemního stavitelství a průmyslových staveb. Nyní[kdy?] patří mezi desítku největších firem v tomto oboru.
Posledními vlastníky před převodem společnosti pod SYNER GROUP v roce 2007 byli Ing. Jiří Urban (49,5 %) a Petr Syrovátko (50,5 %).

## Struktura společnosti
Společnost SYNER sídlí v Liberci. Má pobočky v Praze, Brně a Kroměříži a interně 6 samostatně fungujících divizí.
Společnost vlastní většinový podíl ve sportovním klubu Bílí Tygři Liberec.

### Struktura

#### Stavebnictví
- SYNER
- Středočeské obalovny

#### Sport a sponzoring
- Bílí Tygři Liberec https://www.hcbilitygri.cz/
- HC Benátky nad Jizerou https://hokejbenatky.cz/
- JudoClub Liberec http://www.judoclubliberec.cz/
- SINNERS Esports https://sinners.gg/
- Ypsilon Golf Liberec https://ygolf.cz/

Filantropie
- Nadace SYNER - od roku 2000 se soustřeďuje na charitativní činnost převážně v Libereckém kraji

## Stavby

### Sportovní haly
- Home Credit Arena, Liberec (2005)
- KV Arena, Karlovy Vary (2009)
- Werk Arena, Třinec (2014)

### Výrobní haly a skladování
- Foxconn Technology CZ, Kutná Hora (2008)
- Centrum rozvoje strojírenského výzkumu, Liberec (2012)
- Neutralizační a dekontaminační stanice NDS 10, Stráž pod Ralskem (2012)
- Výrobní komplex Agro - Mitas, Otrokovice (2013)

### Medicínská zařízení
- Proton Therapy Center, Praha (2012)
- Nemocnice Trutnov (2022)

### Další významné stavby
- Obchodní centrum Forum, Liberec (2010)
- Ústav organické chemie a biochemie Akademie věd České republiky,V.V.I., Praha (2014)
- Kancelářský komplex Beethoven, Praha (2019)
- Telehouse, Praha (2019)
- Regionální centrála ČSOB, Hradec Králové (2021)
- Harfa Business Center, Praha (2021)

## Kritika
Firma se stala veřejně známá hlavně svým propojením s politickým vedením města Liberce a netransparentním způsobem získáváním zakázek. Primátorem Liberce byl od roku 2000 Jiří Kittner (ODS), který od roku 1994 byl nejprve ekonomem a později obchodním ředitelem firmy Syner.

### Kauzy
- květen 2009 - sanace skládky Zlaté návrší: Úřad pro ochranu hospodářské soutěže zrušil zakázku magistrátu Liberce na sanaci skládky a udělil pokutu ve výši 30 tisíc korun. Soutěž vyhrála firma Syner ve sdružení s firmami Nisainvest a Integra. Magistrátní komise při hodnocení 3 nabídek přidala k předem stanoveným podmínkám další, které zvýhodnily sdružení firem Syner, Nisainvest a Integra.[4]